# Normocyt
Een normocyt is een rode bloedcel met een diameter van circa 7,5 micrometer. Aan de rand is deze 2 μm dik en in het centrum 1 μm. Het volume is ongeveer 90 fl (1 femtoliter = 1 µm³). Het hemoglobinegehalte is 34%.
|  |  |